# Bernardino Savelli, II principe di Albano
Bernardino Savelli, II principe di Albano (Roma, 5 febbraio 1606 – Roma, tra il 7 e il 29 agosto 1658), è stato un principe italiano.

## Biografia
Nato a Roma nel 1606, Bernardino era figlio di Paolo Savelli, I principe di Albano e di sua moglie, Caterina Savelli di Ariccia. Per parte di suo padre era imparentato coi papi Onorio III ed Onorio IV.
Quando suo padre nel 1607 venne proclamato principe di Albano con decreto di papa Paolo V, egli ne divenne l'erede. Giovanissimo, nel 1628 prese parte alla Cavalcata papale di Urbano VIII e poco dopo sposò Maria Felice Peretti Damasceni, erede della fortuna della casata da cui era disceso anche papa Sisto V.
Salì al trono del principato di Albano con la morte del genitore nel 1632 e rimase in tale carica sino alla propria morte. Fu come il padre maresciallo di Santa Romana Chiesa e custode perpetuo del conclave, incarico che però gli venne revocato nel 1652 da papa Innocenzo X il quale, con l'edificazione delle nuove carceri che andarono a sostituire quelle dell'antica corte Savella che dai Savelli appunto dipendeva, avocò a sé il maresciallato di Roma, togliendo alla famiglia anche il ruolo di custode perpetuo del conclave. Sempre Innocenzo X soppresse ed abolì il tribunale della corte Savella, ma con la morte del pontefice nel 1655 i cardinali riuniti per il conclave, necessitando una figura che garantisse l'assoluta neutralità e correttezza dell'elezione del nuovo pontefice, decisero di comune accordo di ripristinare tale incarico e di restituirlo a Benardino Savelli, sempre con concessione perpetua alla sua famiglia.
Testò a Roma il 7 agosto 1658 e il 29 dello stesso mese era già morto.

## Matrimonio e figli
Nel gennaio 1621 Bernardino sposò a Roma Maria Felice Damasceni Peretti, figlia di Michele Damasceni Peretti, I principe di Venafro, e della sua prima moglie Margherita Cavazzi della Somaglia. Da questo matrimonio nacquero i seguenti figli:
- Margherita (27 novembre 1621 - 23 marzo 1691), sposò nel 1641 Giuliano III Cesarini
- Paolo (1622-1685), cardinale
- Giulio (1626-1712), III principe di Albano, sposò Anna Aldobrandini
- Francesco (13 novembre 1627 - in tenera età)
- Alessandro (10 novembre 1628 - 7 febbraio 1628)

## Albero genealogico
|                                              |                                       |                                              | Genitori                             |  |  | Nonni |  |  | Bisnonni                                        |  |  | Trisnonni                             |  |
|                                              |                                       |                                              |                                      |  |  |       |  |  | Giovanni Battista Savelli, signore di Palombara |  |  | Giacomo Savelli, signore di Palombara |  |
|                                              |                                       |                                              |                                      |  |  |       |  |  | Giovanni Battista Savelli, signore di Palombara |  |  | Giacomo Savelli, signore di Palombara |  |
|                                              |                                       | Camilla Farnese                              |                                      |  |  |       |  |  | Giovanni Battista Savelli, signore di Palombara |  |  |                                       |  |
| Bernardino Savelli, I duca di Castelgandolfo |                                       |                                              |                                      |  |  |       |  |  | Giovanni Battista Savelli, signore di Palombara |  |  |                                       |  |
|                                              |                                       | Costanza Bentivoglio                         | Ermes Bentivoglio                    |  |  |       |  |  |                                                 |  |  |                                       |  |
|                                              |                                       | Costanza Bentivoglio                         | Ermes Bentivoglio                    |  |  |       |  |  |                                                 |  |  |                                       |  |
|                                              |                                       | Costanza Bentivoglio                         | Jacopa Orsini                        |  |  |       |  |  |                                                 |  |  |                                       |  |
| Paolo Savelli, I principe di Albano          |                                       | Costanza Bentivoglio                         |                                      |  |  |       |  |  |                                                 |  |  |                                       |  |
|                                              |                                       | Flaminio dell'Anguillara, signore di Stabbia | Giovanni Battista dell'Anguillara    |  |  |       |  |  |                                                 |  |  |                                       |  |
|                                              |                                       | Flaminio dell'Anguillara, signore di Stabbia | Giovanni Battista dell'Anguillara    |  |  |       |  |  |                                                 |  |  |                                       |  |
|                                              |                                       | Flaminio dell'Anguillara, signore di Stabbia | Lucrezia Orsini                      |  |  |       |  |  |                                                 |  |  |                                       |  |
| Lucrezia dell'Anguillara                     |                                       | Flaminio dell'Anguillara, signore di Stabbia |                                      |  |  |       |  |  |                                                 |  |  |                                       |  |
|                                              |                                       | Maddalena Strozzi                            | Filippo Strozzi il Giovane           |  |  |       |  |  |                                                 |  |  |                                       |  |
|                                              |                                       | Maddalena Strozzi                            | Filippo Strozzi il Giovane           |  |  |       |  |  |                                                 |  |  |                                       |  |
|                                              |                                       | Maddalena Strozzi                            | Clarice de' Medici                   |  |  |       |  |  |                                                 |  |  |                                       |  |
| Bernardino Savelli II principe di Albano     |                                       | Maddalena Strozzi                            |                                      |  |  |       |  |  |                                                 |  |  |                                       |  |
|                                              | Camillo Savelli, V signore di Ariccia | Silvio Savelli, IV signore di Ariccia        |                                      |  |  |       |  |  |                                                 |  |  |                                       |  |
|                                              | Camillo Savelli, V signore di Ariccia | Silvio Savelli, IV signore di Ariccia        |                                      |  |  |       |  |  |                                                 |  |  |                                       |  |
|                                              | Camillo Savelli, V signore di Ariccia | Elena dell'Anguillara                        |                                      |  |  |       |  |  |                                                 |  |  |                                       |  |
| Mario Savelli, VI signore di Ariccia         | Camillo Savelli, V signore di Ariccia |                                              |                                      |  |  |       |  |  |                                                 |  |  |                                       |  |
|                                              |                                       | Isabella Orsini                              | Valerio Orsini                       |  |  |       |  |  |                                                 |  |  |                                       |  |
|                                              |                                       | Isabella Orsini                              | Valerio Orsini                       |  |  |       |  |  |                                                 |  |  |                                       |  |
|                                              |                                       | Isabella Orsini                              | Giovanna Maria Eufreducci            |  |  |       |  |  |                                                 |  |  |                                       |  |
| Caterina Savelli di Ariccia                  |                                       | Isabella Orsini                              |                                      |  |  |       |  |  |                                                 |  |  |                                       |  |
|                                              |                                       | Ludovico Savelli, signore di Albano          | Antonello Savelli, signore di Albano |  |  |       |  |  |                                                 |  |  |                                       |  |
|                                              |                                       | Ludovico Savelli, signore di Albano          | Antonello Savelli, signore di Albano |  |  |       |  |  |                                                 |  |  |                                       |  |
|                                              |                                       | Ludovico Savelli, signore di Albano          | Virginia Orsini                      |  |  |       |  |  |                                                 |  |  |                                       |  |
| Artemisia Savelli                            |                                       | Ludovico Savelli, signore di Albano          |                                      |  |  |       |  |  |                                                 |  |  |                                       |  |
|                                              |                                       | Porzia Colonna                               | Camillo Colonna                      |  |  |       |  |  |                                                 |  |  |                                       |  |
|                                              |                                       | Porzia Colonna                               | Camillo Colonna                      |  |  |       |  |  |                                                 |  |  |                                       |  |
|                                              |                                       | Porzia Colonna                               | Vittoria Colonna                     |  |  |       |  |  |                                                 |  |  |                                       |  |
|                                              |                                       | Porzia Colonna                               |                                      |  |  |       |  |  |                                                 |  |  |                                       |  |